# Phaeochroops silphoides
Phaeochroops silphoides är en skalbaggsart som beskrevs av Leon Fairmaire 1898. Phaeochroops silphoides ingår i släktet Phaeochroops och familjen Hybosoridae. Inga underarter finns listade i Catalogue of Life.